# S-400
S-400 Triumf (rusky C-400 «Триумф»; v kódu NATO SA-21 Growler), dříve známý jako S-300PMU-3, je ruský protiletadlový raketový komplet středního a velkého dosahu, vyvíjený ruskou firmou Almaz Antěj od 90. let jako vylepšení systému S-300. V ruské armádě je S-400 ve službě od roku 2007.
Je určen k likvidaci moderních i pokročilých prostředků vzdušného napadení jako jsou taktické a strategické bombardéry, taktické balistické střely a balistické rakety středního dosahu, nadzvukové vzdušné cíle, ale i letadla včasné výstrahy. Vysoký stupeň automatizace umožnil výrazně snížit obslužný personál.
S-400 je jediný systém, který je schopen selektivně pracovat až se čtyřmi[zdroj?] různými typy raket, které mají rozdílnou startovací hmotnost a dálkový dosah, čímž dokáže vytvořit vrstvenou obranu. Jedná se o 40N6 extrémně dlouhého dosahu, 48N6 dlouhého dosahu a střelu 9M96 středního doletu. Každá ze střel má jiné schopnosti.

## Vznik a vývoj
Počátky vývoje systému S-400 souvisely se šířením letadel typu „AEW&C“, letadel pro elektronický boj a stíhaček, nesoucích řízené střely, kterými mohly zasahovat pozemní cíle ze vzdálenosti mimo dosah nepřátelské protivzdušné obrany. Problém ničení těchto letadel neřešila ani modernizace tehdejších protiletadlových raketových systémů S-200. O projektu vytvoření systému protivzdušné obrany s dosahem asi 400 kilometrů se začalo uvažovat již v roce 1988. Vývojem tohoto systému byla pověřena konstrukční kancelář Almaz, která jako první prototyp použila platformu S-300P.
S-400 Triumf je kompatibilní s existujícími raketami systémů S-300PMU1 a S-300PMU2. První start nové modifikované rakety 48N6E se uskutečnil 12. ledna 1999 na polygonu Kapustin Jar. Většina prací na testování samotného raketového systému byla dokončena v roce 2001 a do konce roku 2006 byly úspěšně ukončeny i zkoušky nové střely, určené k ničení balistických cílů.
Podle názorů západních analytiků je systém S-400 spolu se systémy 9K720 Iskander a protilodním kompletem třídy K300 Bastion jednou z klíčových opor ruské strategické obrany, známé jako A2/AD (zóna zákazu přístupu), která spočívá v tom, že se jednotky NATO nemohou pohybovat v oblastech chráněných těmito komplety bez toho, aby v případě střetu nebyly v ohrožení. Obecně se ale dá na základě historických zkušeností tvrdit, že baterie PVO tahají v konfliktu za kratší konec, protože letadla mohou efektivně koncentrovat svůj počet tak, aby lokální PVO zahltila (spolu s dalšími prostředky jako jsou drony a rušení).
Oproti běžným systémům PVO (jako je francouzský SAMP/T, izraelský SPYDER či americký PAC-3) se vyznačuje systém S-400 použitím více typů radarů a raket, což jej činí efektivnějším ve více bojových scénářích a tím se spíše podobá americkému námořnímu systému AEGIS. Existence systému S-400 byl jedním z důvodů pro vývoj nové proti-radiolokační střely s dlouhým dosahem AARGM-ER a balistické střely PrSM, které budou mít díky většímu dostřelu schopnost napadnout baterie S-400 z bezpečnější vzdálenosti. Je třeba také dodat, že vzdálenost detekce a palby (až 250 km proti stíhačkám) je vztažena k stíhačkám se značným RCS. Je nepravděpodobné, že by baterie S-400 byla schopna efektivně zasáhnout proti F-35 na více než 100 km. Představitelé ozbrojených sil Turecka počátkem roku 2020 veřejně prohlásili, že, podle jimi provedených zkoušek, výrobcem systému slibovaný dosah zachycení cíle na vzdálenost až 400 km „platí pouze pro letouny velikosti Jumbo jetu v letové hladině 20 km, ve výšce 5 km dosah klesne o 30–40 % a cíl ve výšce 1 km je zachytitelný na vzdálenost jen 70–180 km, v závislosti na terénu.“

## Popis
Systém S-400 Triumf tvoří:
- prostředky velení 30K6E
  - stanice bojového řízení 55K6E
  - radiolokátor 91N6E

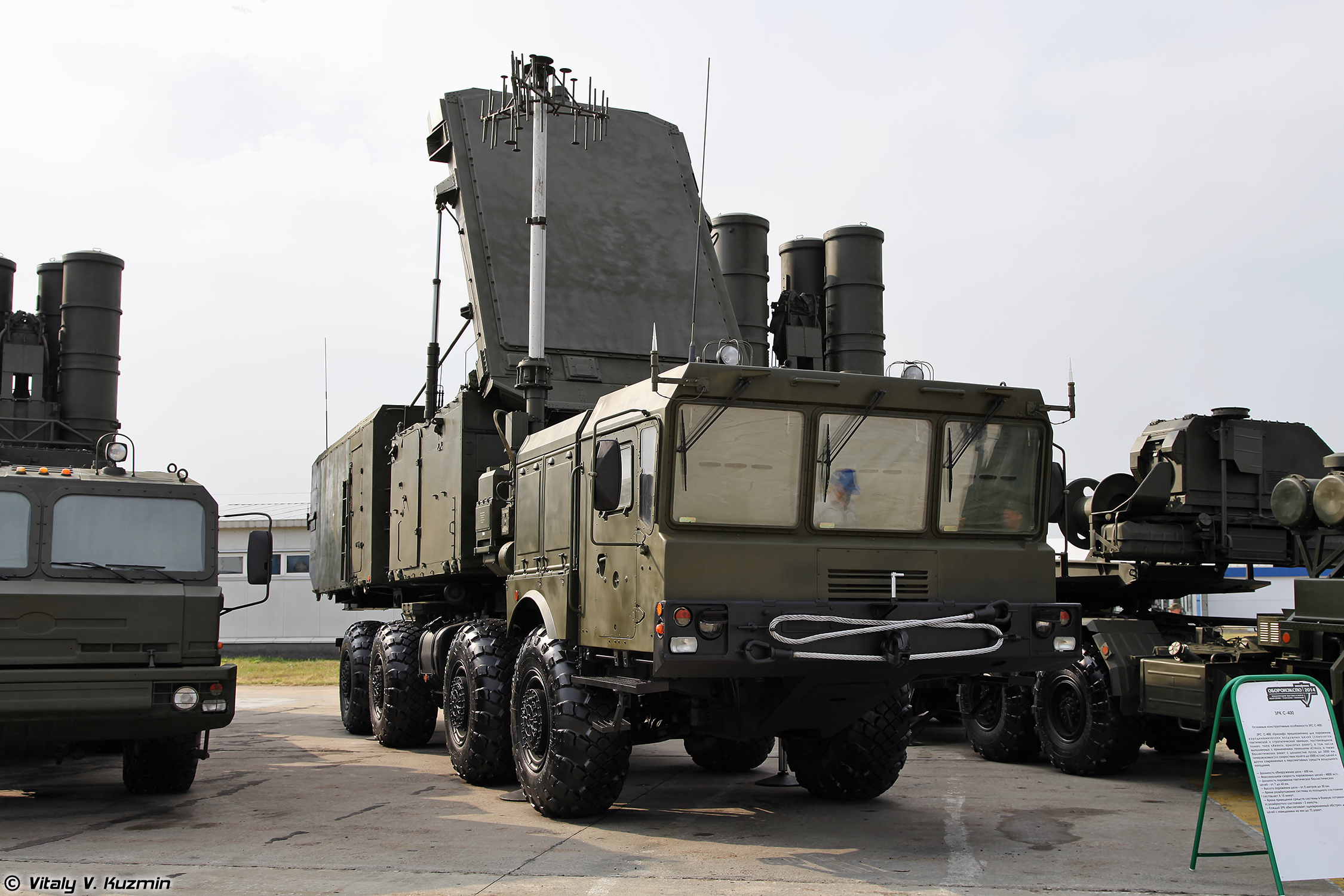
Rádiolokátor 92N2

- protiletadlové raketové systémy 98Ž6E (6 ks)
  - radiolokátor 92N2E, (doplňkové radary: 96L6E, 40V6MR - dvě možné výšky stožáru)
  - odpalovací zařízení 5P85TE2 / 5P85SE2 (12 ks)
  - protiletadlové rakety 48N6E, 48N6E2, 48N6E3, 9M96E, 9M96E2 a 40N6E[5]

## Charakteristiky

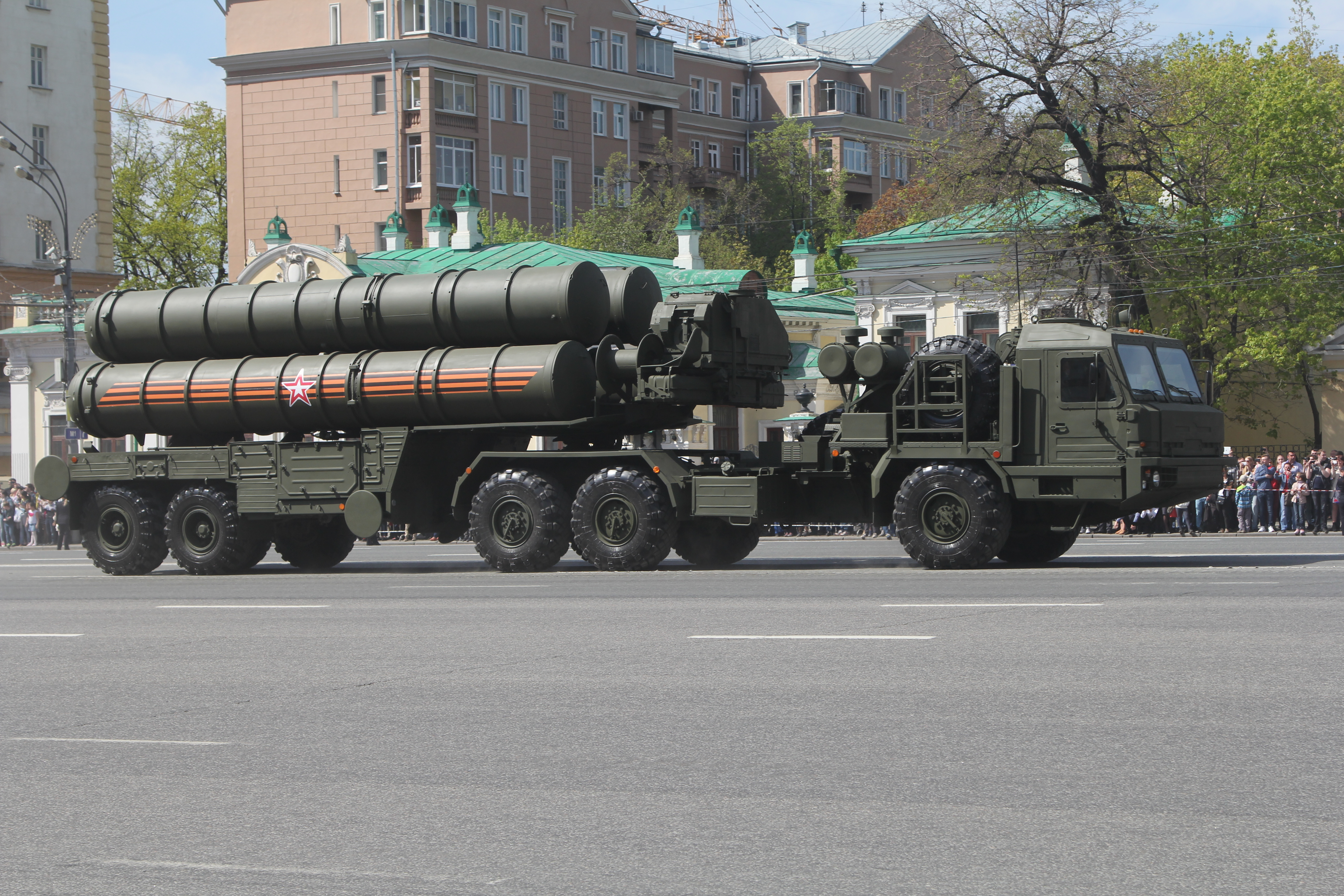
S-400 Triumf na přehlídce v Moskvě v roce 2015

| Maximální rychlost ničení vzdušného cíle                                    | 4,8 km/ s |
| Dálkový dosah radaru (km)                                                   | 600       |
| Dálkový dosah raket proti aerodynamickým cílům (km) - Maximální - Minimální | 400 3     |
| Výškový dosah raket proti aerodynamickým cílům (km) - Maximální - Minimální | 27 0.01   |
| Dálkový dosah raket proti balistickým cílům (km) - Maximální - Minimální    | 27 2      |
| Počet současně ostřelovaných vzdušných cílů                                 | 36        |
| Počet současně naváděných protiletadlových střel                            | 72        |
| Rozvinutí prostředků systému z pochodové do bojové polohy (min)             | 5         |
| Doba od detekce do vystřelení rakety (min)                                  | 3         |
| Doba mezi generálními opravami (h)                                          | 10 000    |
| Životnost (roky) - Pozemní zařízení - Protiletadlové řízené střely          | 20 15     |

## Uživatelé

### Současní
- Bělorusko – v červnu 2016 byly Bělorusku dodány 2 komplety S-400.[7]
- Čína – v dubnu 2015 zveřejnila Čína informaci o nákupu 4–6 kompletů S-400 v hodnotě 3 mld. USD.[8] Dodávky k jednotkám začaly v roce 2018.[9][10][11][12]
- Indie – v prosinci 2015 schválila indická vláda nákup 5 kompletů systému S-400.[13] Na začátku října 2018 byla v Dillí, na závěr dvoudenní návštěvy ruského prezidenta V. V. Putina, podepsána smlouva o dodávce těchto kompletů v hodnotě cca 5 mld. USD; Indie obchod uzavřela i navzdory riziku sankcí, jimiž chtějí USA uvalit trest na každého kupce ruského vojenského vybavení.[14] První tři komplety byly dodány do února 2023, dodání zbývajících dvou bylo předpokládáno do prvních měsíců roku 2024,[15] ale v březnu 2024 byl oznámen odklad dodávky do srpna 2026, vzhledem k potřebě výrobce upřednostnit dodávky ruským ozbrojeným silám během probíhající rusko-ukrajinské války.[16]
- Rusko – k 23. únoru 2017 disponovalo Rusko 5 pluky protiletadlového raketového systému S-400.[17]
- Turecko – 22. února 2017 Turecko oznámilo, že dosáhlo pokroky v rokováních s Ruskem o zakoupení systému S-400.[18] V říjnu 2018 oznámil turecký ministr obrany Hulusi Akar, že Rusko začne umisťovat v Turecku systém S-400 v říjnu 2019. Půjde o 4 jednotky (v ceně 2,5 mld USD, zakoupené roku 2017) a jejich obsluhy odjedou na školení do Ruské federace počátkem roku 2018. Původně měly dodávky začít na jaře 2020, Ankara si však vymohla uspíšení. Nákup vyvolal jisté obavy Západu.[19] V září 2019 byly dodány dva ze čtyřech objednaných systémů.

### Potenciální
- Irák – v roce 2018 vyjádřil zájem o získání systému S-400 předseda branně-bezpečnostního výboru iráckého parlamentu Hákim al-Zamilí.[20]
- Katar – v lednu 2018 oznámila ruská státní tisková agentura TASS, že Katar je v pokročilém stadiu jednání o nákupu systémů S-400.[21]
- Saúdská Arábie – v říjnu 2017 během oficiální návštěvy krále Salmána I. uzavřela v Moskvě smlouvu v hodnotě více než 3 miliard dolarů zahrnující také pozemní zařízení pro Královské saúdské pozemní síly.[22] V roce 2021 ruská strana uvedla, že Saúdská Arábie o dodávku S-400 ztratila zájem poté, co byl v roce 2017 k exportu do země uvolněn americký komplet THAAD.[23]
- Spojené státy americké – v roce 2020 navrhl senátor John Thune posléze nepřijatý dodatek k senátnímu návrhu rozpočtového zákona National Defense Authorization Act na rok 2021, který by oprávnil Department of Defense k odkupu tureckých kompletů S-400, jako prostředek umožňující návrat Turecka do programu pořízení letounů F-35 Lightning II, z něhož bylo vyřazeno po svém zakoupení systému.[24]

## Zničení systému
V září 2023 zničila Ukrajina první ruský komplet S-400 Triumf na Krymu nedaleko města Jevpatorija. Podle tajemníka Rady národní bezpečnosti Oleksije Danilova se tak stalo díky nové ukrajinské raketě. V prosinci 2023 pak náměstek ministra obrany, generálporučík Ivan Havryljuk, potvrdil, že Ukrajina vyvinula modernizovanou verzi původně protilodní střely Neptun, přičemž detaily jsou zatím tajné. Podle médií nejprve ukrajinské drony zneškodnily radary a antény ruského systému a poté námořnictvo zasáhlo systém dvěma střelami Neptun.
Dne 15. května 2024 ukrajinské síly raketou M39A1 systému ATACMS zničily, během útoku na leteckou základnu Belbek na Ruskem okupovaném poloostrově Krym, radar a dvě odpalovací zařízení systému S-400.
23. května 2024 úder několika ukrajinských raket ATACMS zničil radar typu 96L6E a nejméně dvě odpalovací zařízení raket systému S-400 v Ruskem okupované části Doněcké oblasti.
3. června 2024 byl jeden systém S-400 zasažen v Bělgorodské oblasti raketou GMLRS z raketometu HIMARS.